# Hispania Sacra
Hispania Sacra es una revista científica española de historia religiosa, editada semestralmente por el Instituto de Historia del Consejo Superior de Investigaciones Científicas (CSIC). Fundada en 1948 por el historiador catalán Josep Vives i Gatell como heredera de la revista Missionalia Hispanica, la publicación está dedicada al estudio de la historia de las religiones desde una perspectiva no confesional, y con particular interés en el mundo hispánico. Además de artículos originales en español, inglés, francés, italiano y portugués, la revista incluye reseñas críticas sobre la producción historiográfica más reciente. 
Hispania Sacra está indizada en: Arts & Humanities Citation Index, A&HCI (ISI, USA); SCOPUS (Elsevier B.V., NL); Francis (CNRS-INIST, FRA); Hispanic American Periodical Index, HAPI (UCLA, USA); Regesta Imperii (Regesta Imperii, GER); Arts and Humanities Data Service, AHDS (JISC-AHRC, UK); Handbook of Latin America Studies, HLAS (Library of Congress, USA); Ulrich’s Periodicals Directory (ProQuest, UK); International Bibliography of the Social Sciences, IBSS (BIDS-JISC, UK); Religious and Theological Abstracts, RTA (William Sailer, USA); Periodical Index Online, PIO (Chadwick-Healey, ProQuest, UK); Historical Abstracts, HA (ABC CLIO, USA) e ISOC (CSIC, SPA). Además, está incluida en el Catálogo Latindex 2.0 y cuenta con el Sello de Calidad de la FECYT.